# Chudčice
Chudčice jsou obec v okrese Brno-venkov v Jihomoravském kraji. Leží v Boskovické brázdě, na okraji přírodního parku Podkomorské lesy, zhruba 20 km severozápadně od Brna. Chudčice sousedí na severovýchodě s Moravskými Knínicemi, na jihozápadě s Veverskou Bítýškou a na severozápadě se Senticemi a Čebínem. Na východě se rozkládá zalesněná oblast Obora, součást katastrálního území Brna-Kníniček. Žije zde přibližně 1 000 obyvatel.
Chudčice jsou členem „Svazku obcí Panství hradu Veveří“ a „Mikroregionu Kuřimka“.

## Historie
Jméno Chudčic vzniklo připojením čelední koncovky –ice k osobnímu jménu Chodek. To se pravděpodobně vyvinulo ze základu chudъ (chudý).
První dochovaná zmínka o Chudčicích se nalézá v listině vydané markrabětem Přemyslem ze 4. srpna 1235. V ní potvrzuje doubravnickému klášteru podpluží v Chudčicích – psáno in Hudcich.
V letech 1531–1849 patřily Chudčice k panství veverskému. Po vzniku okresů (1850) spadaly do působnosti okresu Tišnov, později okresu Brno-venkov.
V letech 1911–1936 procházela Chudčicemi železniční trať Kuřim – Veverská Bítýška.

## Obyvatelstvo
| Rok            | 1869 | 1880 | 1890 | 1900 | 1910 | 1921 | 1930 | 1950 | 1961 | 1970 | 1980 | 1991 | 2001 | 2011 | 2021  |
| -------------- | ---- | ---- | ---- | ---- | ---- | ---- | ---- | ---- | ---- | ---- | ---- | ---- | ---- | ---- | ----- |
| Počet obyvatel | 427  | 514  | 531  | 596  | 737  | 671  | 836  | 819  | 842  | 771  | 725  | 610  | 657  | 825  | 1 008 |
| Počet domů     | 65   | 74   | 88   | 94   | 99   | 115  | 158  | 207  | 196  | 203  | 195  | 202  | 238  | 267  | 329   |

Vývoj počtu obyvatel

## Společenský život
Samospráva obce od roku 2016 vyvěšuje 5. července moravskou vlajku.

## Pamětihodnosti
Mezi významné místní památky patří především kaple Nalezení svatého Kříže a křížová cesta nad Chudčicemi. Původní kaplička stála v centru vesnice, na křižovatce na Delníku. 10. dubna 1978 se při opravách zřítila a byla nahrazena moderní kaplí až roku 1996. Nová kaple stojí u lesíku Vrzalovy horky.
Křížová cesta z roku 1856 sestává ze 14 pozdně barokních kapliček – zastavení křížové cesty. Začíná na jihovýchodním okraji Chudčic lemovaná jírovcovou alejí až k okraji lesa a pokračuje směrem vzhůru, do Podkomorských lesů nad Brněnskou přehradou. Vpravo od křížové cesty se v lese nachází kaple panny Marie Pomocnice nad „zázračným“ pramenem pitné vody. Křížová cesta končí v poutním místě zvaném U tří křížů, na tomto místě stávala kaple svatého Kříže, pravděpodobně z 13. století. Kaple byla zrušena roku 1784 následkem reforem Josefa II. Z rozprodaného stavebního materiálu byla financována věž farního kostela svatého Jakuba v sousední Veverské Bítýšce. Tři kříže jsou zhotoveny z pískovce s datací 1902.
Na náspu bývalé železniční trati Kuřim – Veverská Bítýška stojí zhruba 250 let stará památná Chudčická lípa.

## Galerie

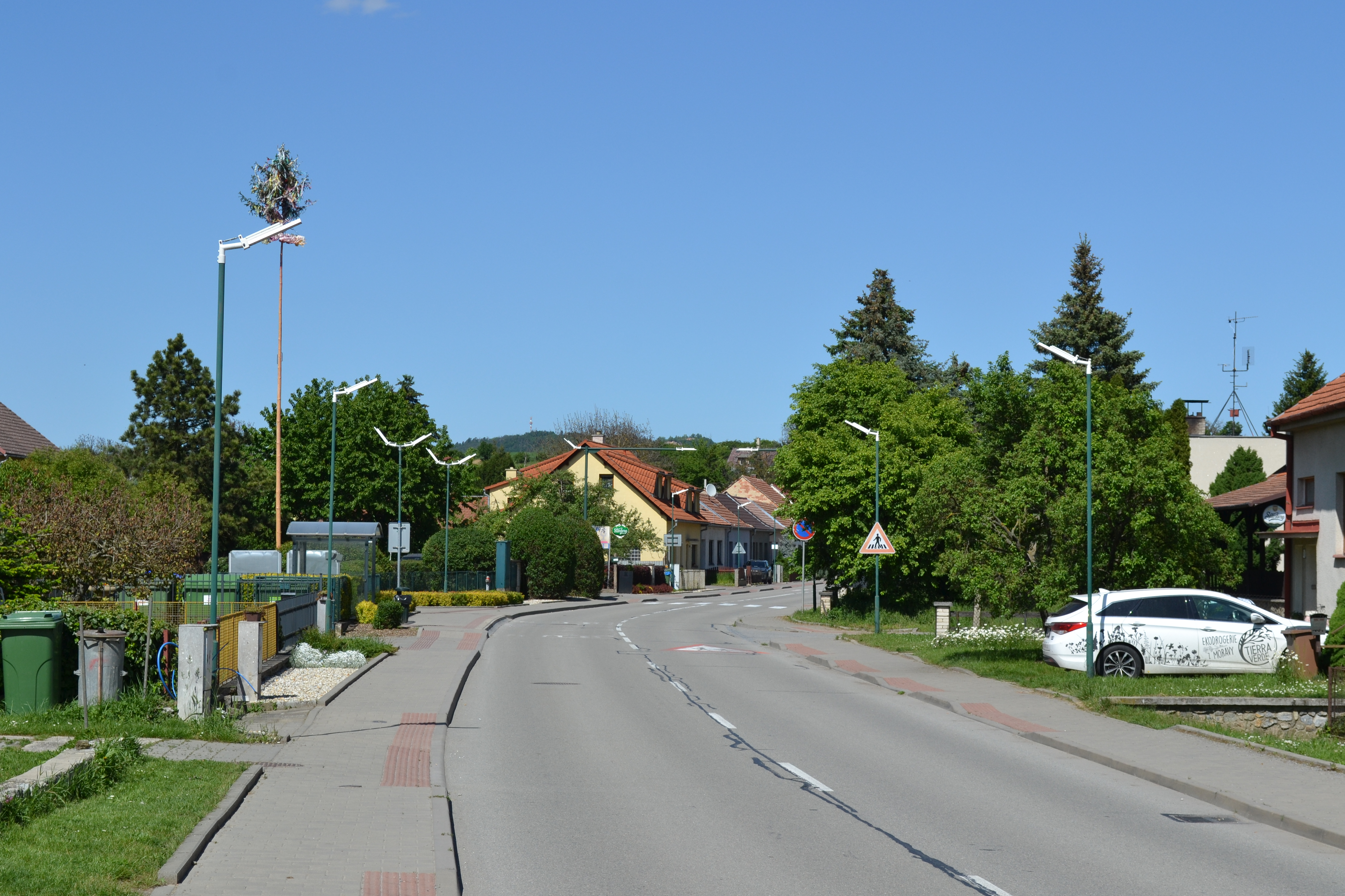
Hlavní ulice
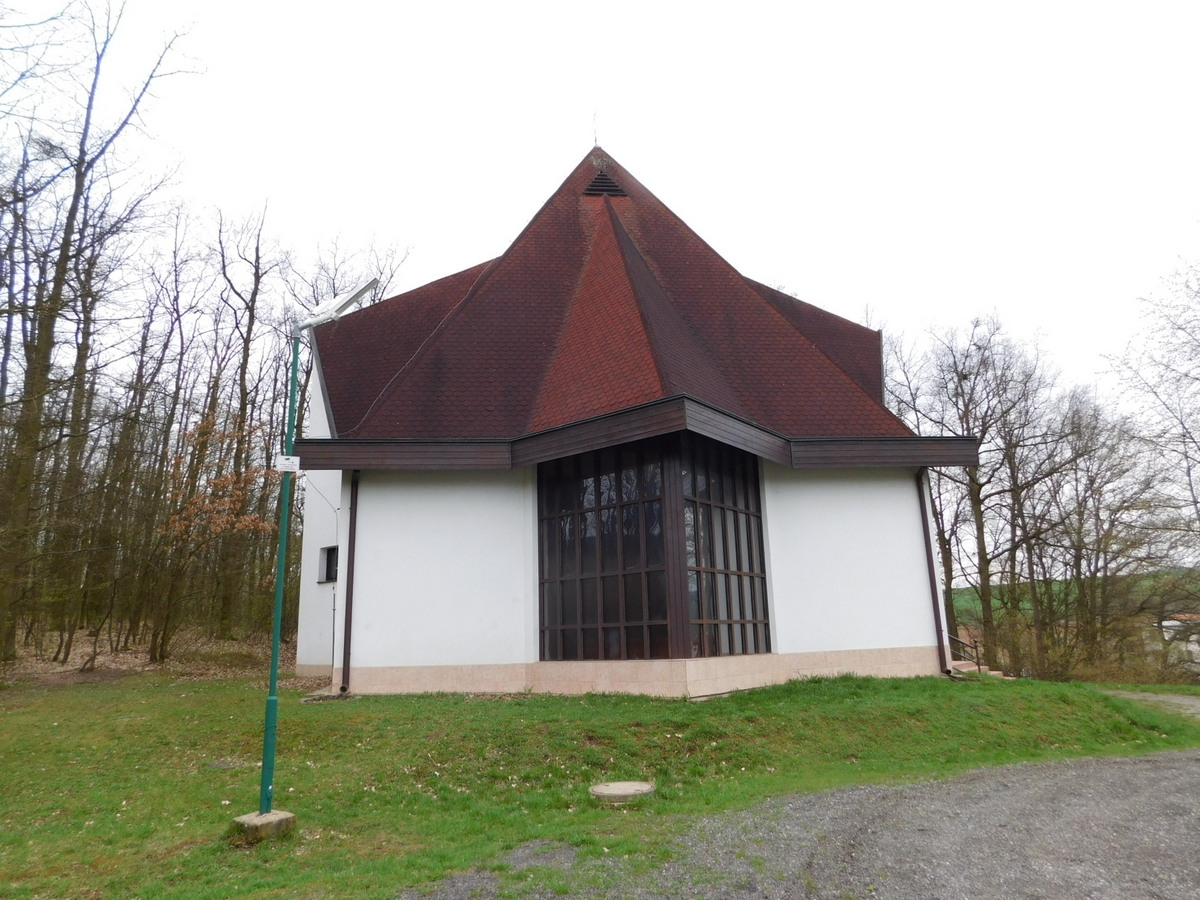
Kaple svatého Kříže
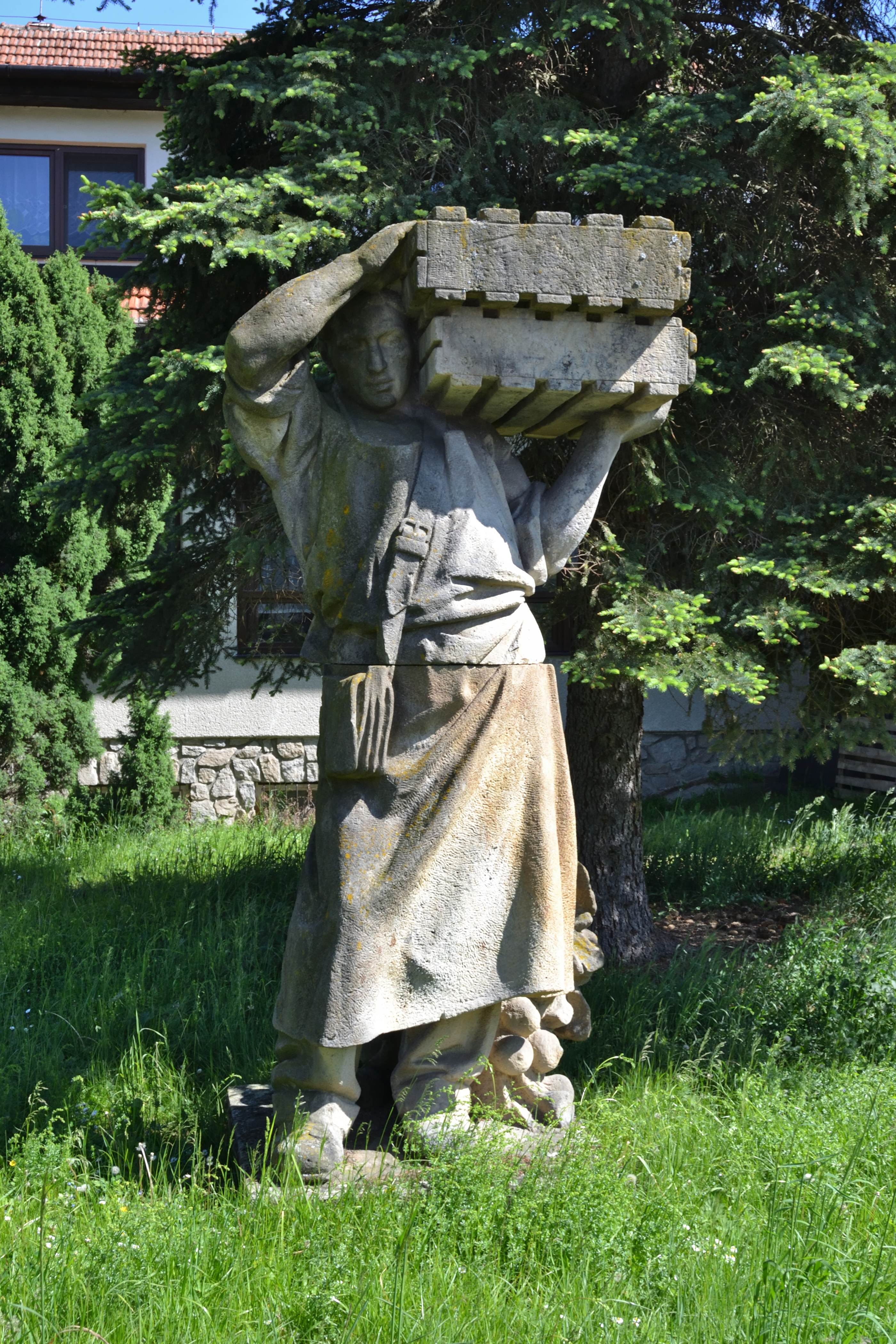
Socha u bývalé restaurace
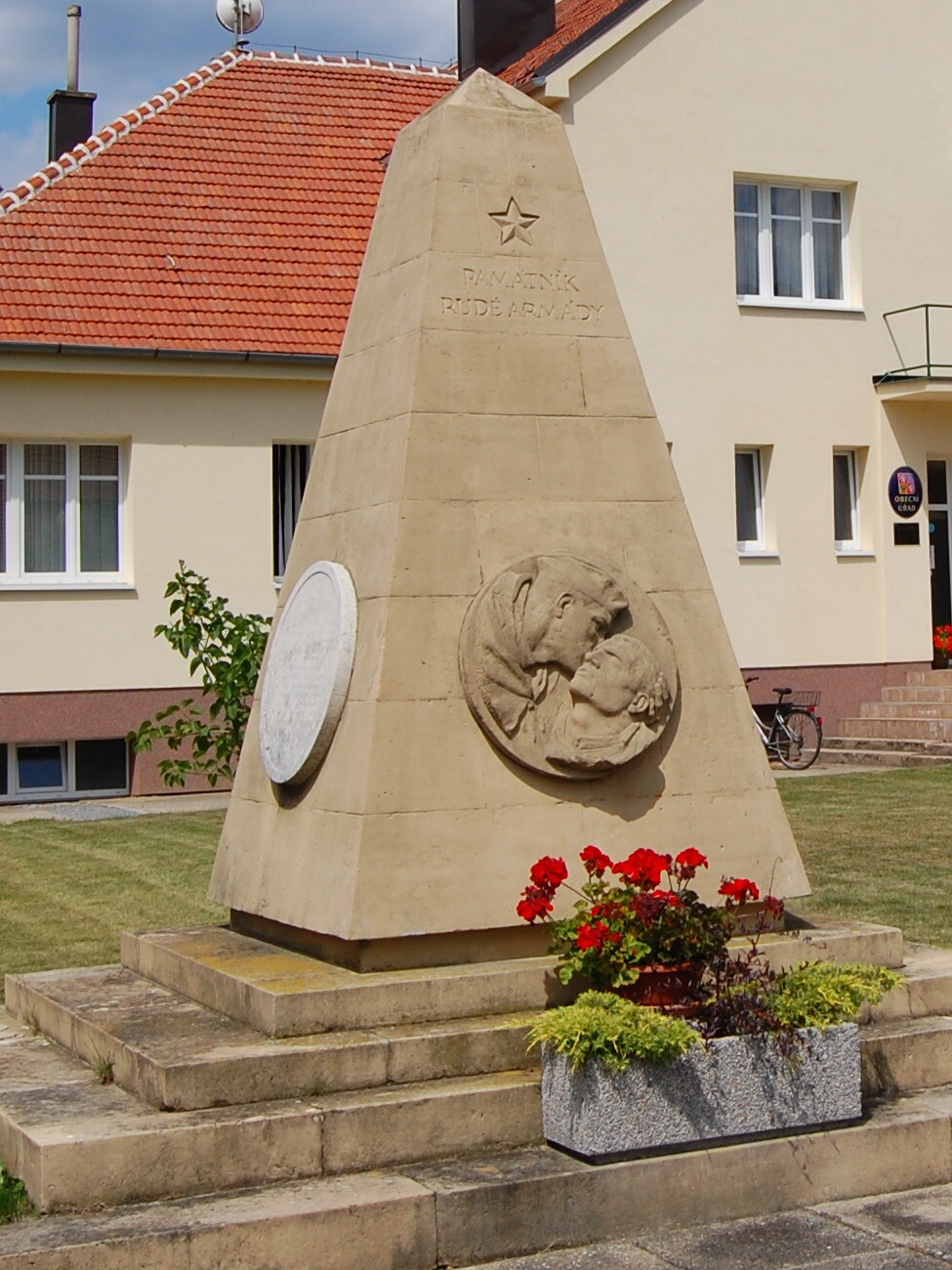
Pomník Rudé armády
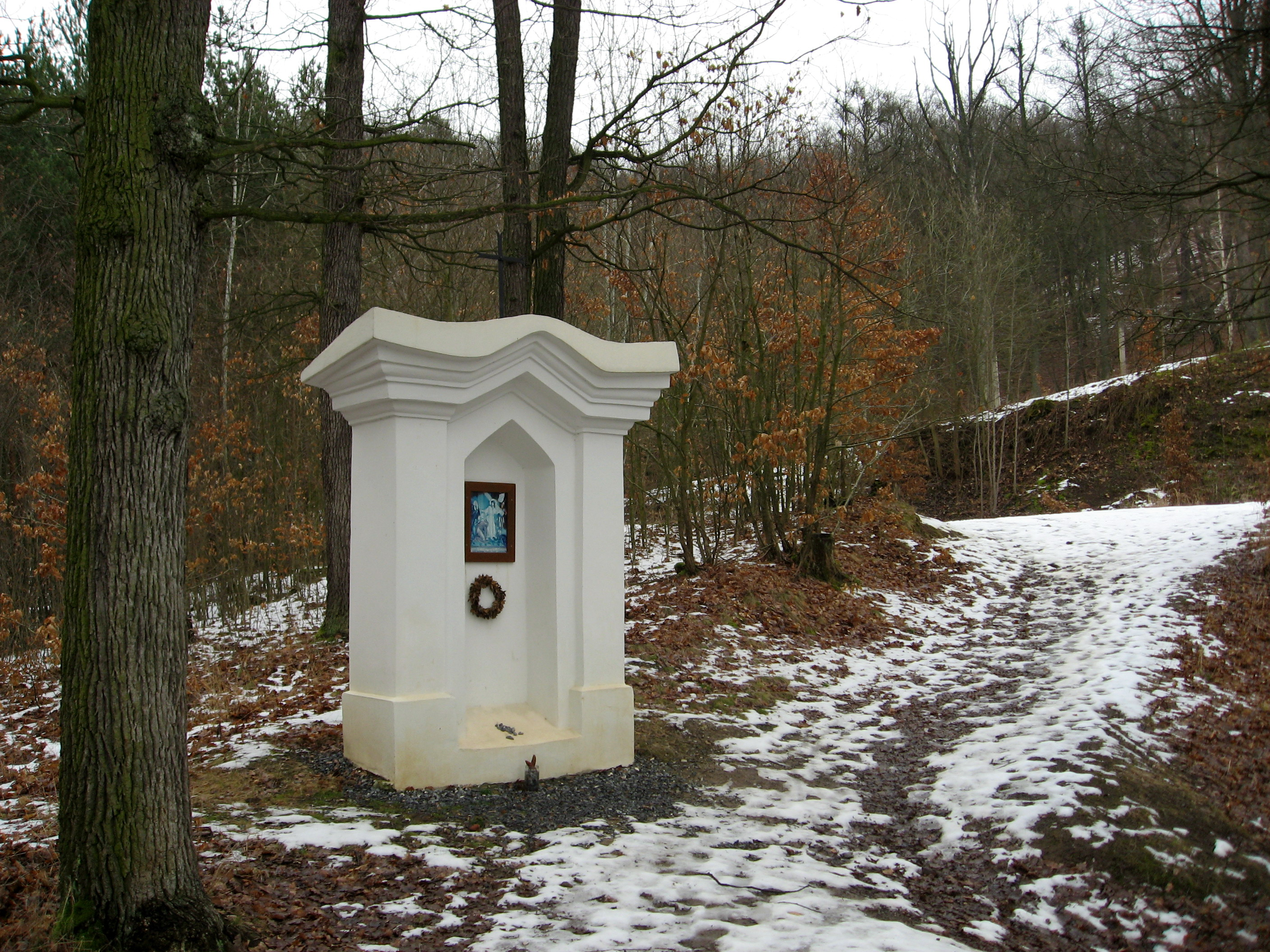
Zastavení křížové cesty
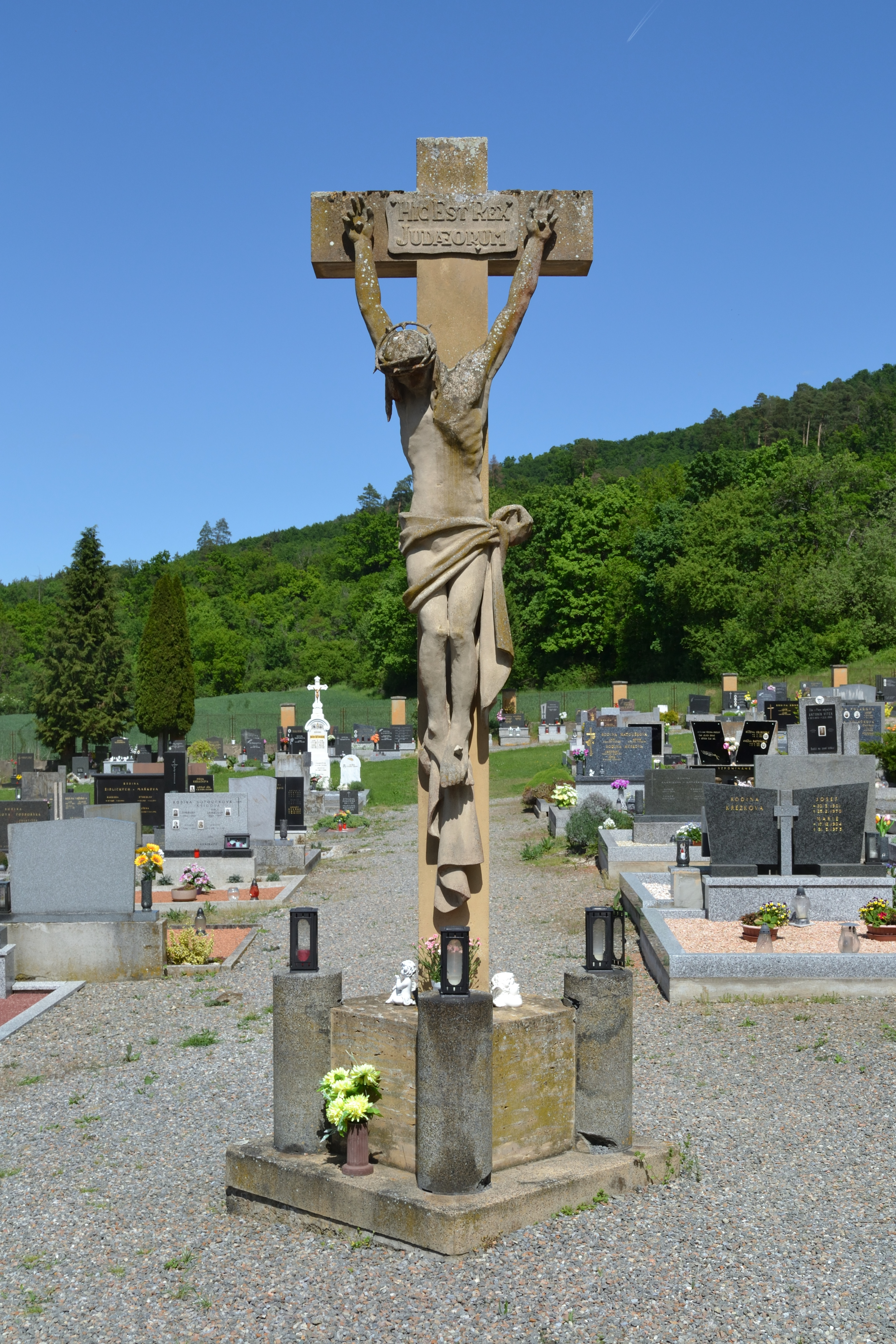
Hřbitovní kříž
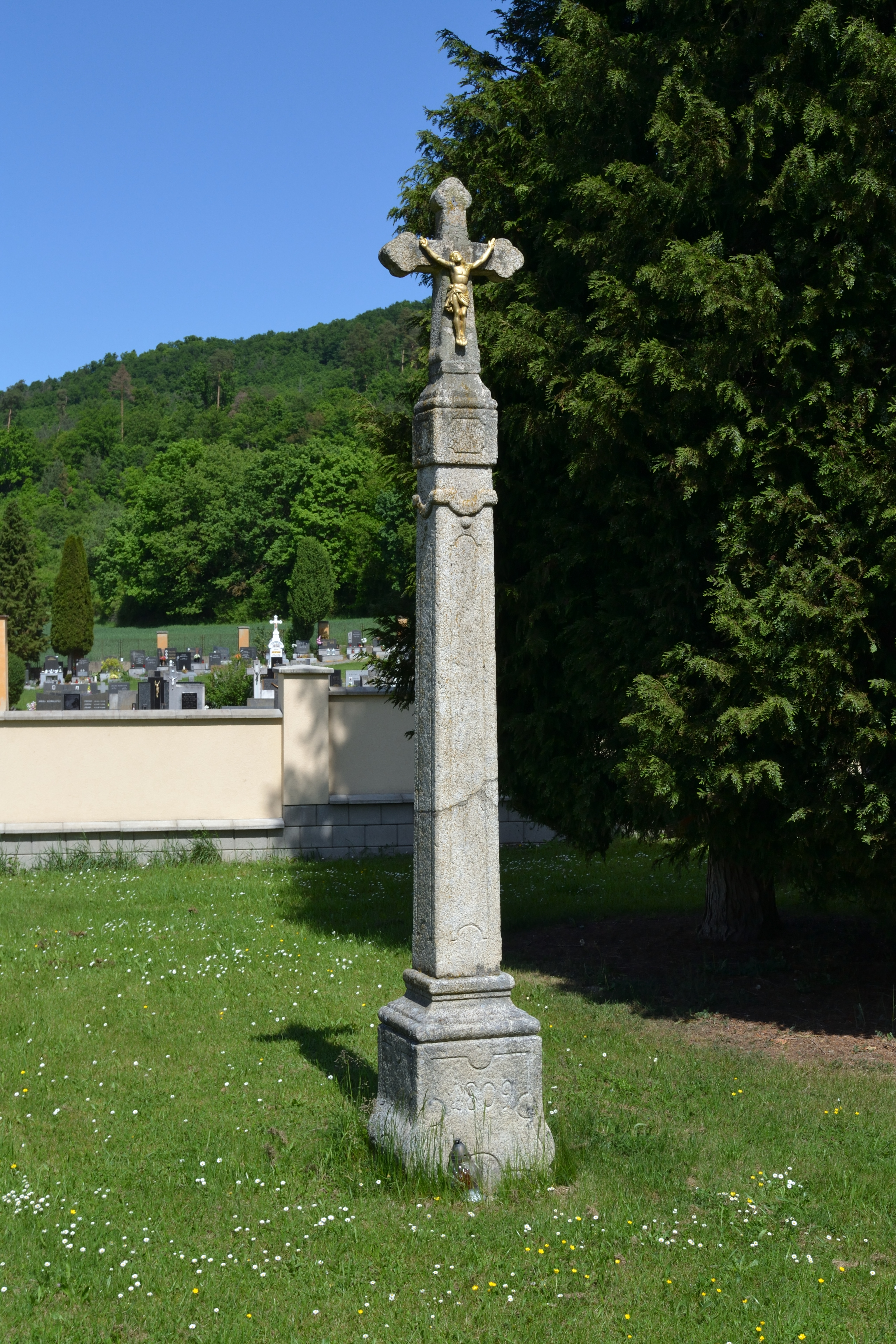
Boží muka u hřbitova
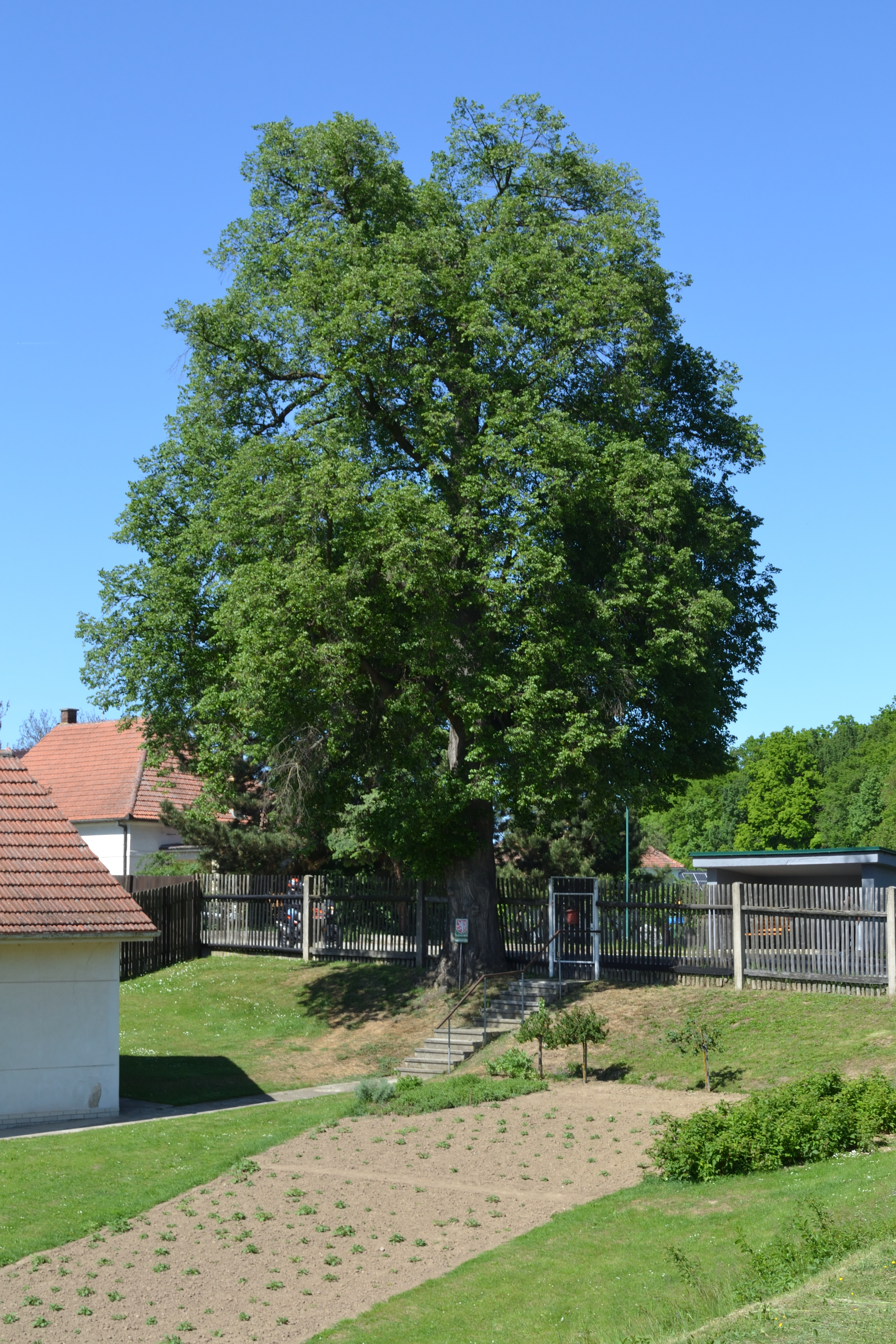
Chudčická lípa